# Ars-sur-Moselle
Ars-sur-Moselle és un municipi francès, situat al departament del Mosel·la i a la regió del Gran Est. L'any 2007 tenia 4.669 habitants.

## Demografia

### Població
El 2007 la població de fet d'Ars-sur-Moselle era de 4.669 persones. Hi havia 1.950 famílies, de les quals 610 eren unipersonals (251 homes vivint sols i 359 dones vivint soles), 569 parelles sense fills, 620 parelles amb fills i 151 famílies monoparentals amb fills.
La població ha evolucionat segons el següent gràfic:
Habitants censats

### Habitatges
El 2007 hi havia 2.163 habitatges, 1.992 eren l'habitatge principal de la família, 22 eren segones residències i 150 estaven desocupats. 1.106 eren cases i 1.046 eren apartaments. Dels 1.992 habitatges principals, 1.076 estaven ocupats pels seus propietaris, 848 estaven llogats i ocupats pels llogaters i 68 estaven cedits a títol gratuït; 27 tenien una cambra, 204 en tenien dues, 452 en tenien tres, 519 en tenien quatre i 791 en tenien cinc o més. 1.215 habitatges disposaven pel capbaix d'una plaça de pàrquing. A 964 habitatges hi havia un automòbil i a 622 n'hi havia dos o més.

### Piràmide de població
La piràmide de població per edats i sexe el 2009 era:
| Homes | Edats   | Dones |
| ----- | ------- | ----- |
| 0     | 95 o +  | 4     |
| 0     | 90 a 94 | 8     |
| 8     | 85 a 89 | 28    |
| 40    | 80 a 84 | 52    |
| 24    | 75 a 79 | 112   |
| 108   | 70 a 74 | 116   |
| 116   | 65 a 69 | 136   |
| 104   | 60 a 64 | 96    |
| 116   | 55 a 59 | 136   |
| 160   | 50 a 54 | 160   |
| 208   | 45 a 49 | 156   |
| 152   | 40 a 44 | 204   |
| 208   | 35 a 39 | 192   |
| 192   | 30 a 34 | 192   |
| 216   | 25 a 29 | 200   |
| 148   | 20 a 24 | 136   |
| 228   | 15 a 19 | 176   |
| 181   | 10 a 14 | 188   |
| 132   | 5 a 9   | 168   |
| 124   | 0 a 4   | 112   |

## Economia
El 2007 la població en edat de treballar era de 3.154 persones, 2.257 eren actives i 897 eren inactives. De les 2.257 persones actives 1.983 estaven ocupades (1.088 homes i 895 dones) i 276 estaven aturades (158 homes i 118 dones). De les 897 persones inactives 277 estaven jubilades, 275 estaven estudiant i 345 estaven classificades com a «altres inactius».

### Ingressos
El 2009 a Ars-sur-Moselle hi havia 1.979 unitats fiscals que integraven 4.634,5 persones, la mediana anual d'ingressos fiscals per persona era de 16.524 €.

### Activitats econòmiques
Dels 231 establiments que hi havia el 2007, 1 era d'una empresa extractiva, 5 d'empreses alimentàries, 10 d'empreses de fabricació d'altres productes industrials, 55 d'empreses de construcció, 48 d'empreses de comerç i reparació d'automòbils, 17 d'empreses de transport, 11 d'empreses d'hostatgeria i restauració, 2 d'empreses d'informació i comunicació, 7 d'empreses financeres, 10 d'empreses immobiliàries, 17 d'empreses de serveis, 34 d'entitats de l'administració pública i 14 d'empreses classificades com a «altres activitats de serveis».
Dels 71 establiments de servei als particulars que hi havia el 2009, 1 era una oficina d'administració d'Hisenda pública, 1 gendarmeria, 1 oficina de correu, 5 oficines bancàries, 4 tallers de reparació d'automòbils i de material agrícola, 1 autoescola, 7 paletes, 10 guixaires pintors, 8 fusteries, 5 lampisteries, 7 electricistes, 4 empreses de construcció, 4 perruqueries, 1 veterinari, 1 agència de treball temporal, 6 restaurants, 3 agències immobiliàries, 1 tintoreria i 1 saló de bellesa.
Dels 18 establiments comercials que hi havia el 2009, 1 era un hipermercat, 1 una gran superfície de material de bricolatge, 2 botiges de menys de 120 m², 3 fleques, 2 carnisseries, 2 llibreries, 1 una llibreria, 1 una botiga de roba, 2 drogueries, 1 una perfumeria i 2 floristeries.

## Equipaments sanitaris i escolars
El 2009 hi havia 2 farmàcies i 1 ambulància.
El 2009 hi havia 1 escola maternal i 1 escola elemental. Ars-sur-Moselle disposava d'un col·legi d'educació secundària amb 614 alumnes.

## Poblacions més properes
El següent diagrama mostra les poblacions més properes.